# Maracanã (wijk in Rio de Janeiro)
Maracanã is een wijk in Rio de Janeiro in Brazilië, gelegen in de noordelijke zone van de stad. De naam is vooral bekend als de naam van de wereldberoemde voetbaltempel Maracanã. De Staatsuniversiteit van Rio de Janeiro is ook gelegen in de wijk. Tijdens de Olympische Zomerspelen 2016 zal de wijk een van de vier Olympische zones zijn.

## Verkeer en vervoer
| Station                       | Lijn  | Lijn                                                                                    |
| Station                       | Metro | Trein                                                                                   |
| ----------------------------- | ----- | --------------------------------------------------------------------------------------- |
| Station Estação Maracanã      |       | Linha Deodoro · Linha Santa Cruz · Linha Japeri · Linha Belford Roxo · Linha Saracuruna |
| Station Estação São Cristóvão |       | Linha Deodoro · Linha Santa Cruz · Linha Japeri · Linha Belford Roxo · Linha Saracuruna |